# Usha Haley
Usha C. V. Halley  (f.n. s/d. Mumbail, India) es una escritora y académica estadounidense de origen indio. En la actualidad es profesora de administración y directora del Robbins Center para estrategia de Negocios Globales en la Universidad de Virginia Occidental, Estados Unidos. También, trabajó en otras universidades, como la Universidad de Massey en Nueva Zelanda y en la Kennedy School of Government, en la Universidad de Harvard. 
Nacida en Mumbai, India, cursó estudios de Maestría y Doctorado en Estrategia y Negocios Internacionales de la Escuela de Negocios Stern de la Universidad Nueva York. Además de los Estados Unidos, la Dra. Haley ha vivido y trabajado en México, Singapur, Australia, China, India, Vietnam, Tailandia, Italia, Finlandia, Rusia, Nueva Zelanda, entre otros países.

## Investigación
Siendo una experta, tanto en el mercado asiático como en mercados emergentes, la investigación extensiva de la Dra. Haley incluye alrededor de 200 artículos y presentaciones, así como 6 libros que exploran el ambiente empresarial en India, China, El sureste de Asia y México. Su investigación sobre Subsidios en la Industria China ha apoyado la regulación del intercambio entre los Estados Unidos y la Unión Europea. También ha estudiado los efectos de las sanciones y las barreras comerciales (como son las subsidiarias) en las naciones y las compañías. Su investigación en Boicots, desinversiones y regulaciones publicada en Corporaciones Multinacionales en Ambientes políticos concluyó que la mayoría de las sanciones no tuvieron efecto en el comportamiento corporativo de los Estados Unidos en Sudáfrica. Su libro The Chinese Tao of Business Archivado el 7 de octubre de 2017 en Wayback Machine. destacó en el ambiente empresarial chino y en las compañías que operan ahí para intensificar sus ingresos. Su libro New Asian Emperors analizó la información empresarial para las decisiones estratégicas en el Sureste de Asia y la influencia de las redes de trabajo. 
Ella es una conferencista frecuente y experta en la charla y el circuito de prensa. Su investigación ha sido regularmente perfilada en los medios de comunicación, incluyendo el Wall Street Journal, Bloomberg News, USA Today, The Wall Street Journal, The New York Times y BlombergBusinessWeek.

## Actividades
En agosto del 2012, Usha Haley recibió, por parte de la Academy of Management el Practice Impact Award, el cual le es otorgado a los académicos que hayan hecho una contribución mayor a la investigación y la teoría en las prácticas administrativa y organizacional. La Academy of Management es la más grande y más antigua organización escolar en Administración del mundo. En septiembre del 2011, Usha Haley realizó una presentación sobre las relaciones entre los negocios y el Gobierno de China en el Economist's flagship High Growth Market Summit en Londres. La Dra. Haley ha recibido un premio de por vida por parte del Emerald group Publishing, por sus contribuciones académicas para el entendimiento de los Negocios en la región de Asia-Pacífico. Asimismo, ella labora en diferentes juntas gubernamentales y distintos grupos editoriales de carácter académico. 
Haley también ha testificado numerosas veces ante el Congreso de los Estados Unidos sobre su investigación en China, los subsidios y las economías emergentes y/o en transición. Entre estos testimonios, en julio de 2013 Haley sirvió como testigó en la innovadora
Citando a varias violaciones de medidas alimenticias, las conexiones de administradores con el Partido Comunista de China, las posturas competitivas del Gobierno Chino, subsidiarias chinas e investigaciones en estrategias de negocios. Haley abogó en contra de la toma de control de Smithfield Foods por parte de la compañía china Shuanghui por motivos de seguridad nacional (Véase la cobertura de C-Span de las discusiones). En abril de 2006, ella testificó ante la Comisión de Revisión Económica y de Seguridad de Estados Unidos - China acerca del efecto de los subsidios del Gobierno Chino sobre las operaciones de los negocios estadounidenses en China. En marzo del 2007, ella testificó ante el Comité de la Cámara de Estados Unidos de Medios y Arbitrios en apoyo a la innovadora legislación comercial de los Estados Unidos, la Nonmarket Economy Trade Remedy Act of 2007. Ella también ha presentado sus investigaciones sobre China ante el United States Trade Representative y el Departamento de Comercio de Estados Unidos.
La investigación de la Dra. Haley sobre los subsidios Chinos en su industria nacional y el entorno empresarial de China ha brindado apoyo para las legislaciones y las investigaciones federales de Estados Unidos sobre los mercados emergentes, así también como en litigios Anti-Basura entre los Estados Unidos y la Unión Europea. Su trabajo en los subsidios Chinos de metales han también sido utilizados en la regulación del intercambio en la Unión Europea y Alemania. Un análisis de uno de sus reportes en éstos subsidios puede ser visto en CNBC's Squawk Box. 
En respuesta a los hallazgos de sus investigaciones y a otros testimonios del ambiente de los negocios, el 20 de junio del 2008, los fabricantes de tubos de acero de los Estados Unidos, que habían estado luchando contra un aumento en las importaciones procedentes de China, tuvieron una victoria importante cuando la Cámara de Comercio Internacional despejó el camino para la imposición de aranceles rígidos en un periodo de 5 años. La comisión voto 5-0 que la industria estadounidense estaba siendo afectada por la importación de tubos circulares de Acero procedentes de China. La decisión definió la primera vez que una industria de Estados Unidos ganó la decisión de imponer aranceles sobre productos chinos basándose en los argumentos que el gobierno chino estaba subsidiando injustamente a la industria china. El fallo significa penalizaciones arancelarias que van desde 99 hasta 701 por ciento sobre las importaciones de los tubos de acero procedentes de China. Por más de dos décadas, el Gobierno de Estados Unidos se ha reusado a considerar casos de subsidio en contra del gobierno chino porque China estaba clasificada como una economía sin mercado. Sin embargo, la Administración de George W. Bush, enfrentándose a una creciente indignación por el crecimiento de déficits comerciales con China, dio marcha atrás a finales del 2007 y anunció que trataría a China de la misma manera que otros países en materia de controversias relacionadas con los subsidios gubernamentales. 
En octubre del 2009, a petición de los 8 estadounidenses de Pensilvania, Nueva York, Indiana, Michigan, Ohio y Luisiana, su investigación sobre los subsidios en la industria china fue utilizada por el gobierno de Estados Unidos para cuestionar las prácticas de producción y comercio en la Comisión Conjunta sobre Comercio, Industria China-Estados Unidos (JCCT en Inglés), el órgano más grande para los negocios y las negociaciones entre ambos países. Véase el comunicado de prensa sobre la investigación de la Dra. Haley hecha por el senador Robert Casey (PA). En adición al Senador Casey, la carta solicitando la inclusión de su investigación en las negociaciones Estados Unidos -China también fue firmada por el senador Charles Schumer (NY), la Senadora Kirsten Gillibrand (NY), el senador Arlen Specter (PA), el senador Sherrod Brown (OH), la Senadora Debbie Stabenow (MI), el senador Evan Bayh (IN) y la Senadora Mary Landrieu (LA). 
En julio del 2010, basándose en su investigación sobre la industria de papel China, 104 Senadores y representativos de Estados Unidos redactaron una carta bipartidista al Presidente Barack Obama , como una recomendación sobre acciones por tomar en el Intercambio con China. 
En enero del 2012, su Investigación en Subsidios hacia las Piezas automotrices Chinas se volvió parte un esfuerzo del Congreso para exigir una investigación sobre la producción de las auto partes Chinas y su efecto en los empleos en los Estados Unidos. El esfuerzo bipartidista fue liderado por el senador Sherrod Brown (Ohio), la Senadora Debbie Stabenow (Michigan), grupos industriales y grupos de expertos. Véase la conferencia de prensa del Senador Sherrod Brown . 
En el 2012, su investigación sobre la evolución de la Industria Energética Global ha apoyado a la recaudación exitosa de Aranceles sobre las importaciones de paneles solares Chinos por parte de la Administración de Obama y grupos Industriales.

## Libros y Publicaciones
- New Asian Emperors: The Overseas Chinese, their Strategies and Competitive Advantages (Butterworth-Heineman, 1998)
- Strategic Management in the Asia Pacific: Harnessing Regional and Organizational Change for Competitive Advantage (Butterworth-Heinemann, 2000)
- Multinational Corporations in Political Environments: Ethics, Values, and Strategies (World Scientific, 2001, 2004)
- Asian Post-crisis Management: Corporate and Governmental Strategies for Sustainable Competitive Advantage (Palgrave, 2002)
- The Chinese Tao of Business: The Logic of Successful Business Strategy (John Wiley & Sons, 2004, 2006) Archivado el 7 de octubre de 2017 en Wayback Machine.
- New Asian Emperors: The Business Strategies of the Overseas Chinese (John Wiley & Sons, 2009)
- Subsidies to Chinese Industry: State Capitalism, Business Strategy and Trade Policy (Oxford University Press, 2012)

## Artículos
- Subsidies and the China Price, Harvard Business Review, June 2008
- Government Strategy and Firm Policy in the Solar Photovoltaic Industry, California Management Review, November 2011

## Entrevistas
An Interview with Usha Haley, Thought Leadership Interview in Management, Emerald Management First and Emerald Management Thinking, October 2009. PDF available here .

## Blog delHuffington Post
Usha Haley 